# لويس مارين
لويس أنتونيو مارين مورييو (بالإسبانية: Luis Marín Murillo)‏ (مواليد 10 أغسطس 1974 في سان خوسيه) هو لاعب كرة قدم كوستاريكي دولي سابق كان يلعب كمدافع. اعتزل اللعب عام 2011 مع ألاخويلينسي. سبق له أن لعب في كأس العالم لكرة القدم مع منتخب بلاده. بدأ مسيرته الرياضية عام 1992 مع كارميليتا. لعب خلال مسيرته 523 مباراة سجل خلالها 21 هدفاً.

## المنتخبات الوطنية
كان أول ظهور له مع كوستاريكا في مباراة ودية أقيمت في يونيو 1993 ضد بنما.

## روابط خارجية
- لويس مارين على موقع الاتحاد الدولي (مؤرشف)  (الإنجليزية)
- لويس مارين على موقع قاعدة بيانات كرة القدم.إي يو (الإنجليزية)
- لويس مارين على موقع ناشيونال فوتبول تيمز (الإنجليزية)
- لويس مارين على موقع Soccerway.com (الإنجليزية)